# 戈林 (馬林區)
50°43′46″N 29°8′3″E / 50.72944°N 29.13417°E
戈林（烏克蘭語：Горинь），是烏克蘭北部的村莊，隸屬日托米爾州的科羅斯滕區。該村始建於1890年，面積0.82平方公里，海拔高度164米，人口126，人口密度每平方公里204.88人。